# オリンピック (カクテル)
オリンピック（英語: Olympic）は、ブランデーベースのカクテルで、ショートドリンクである。
「ホテル・リッツ・パリ」（フランス）のバーマン、フランク・マイヤー（1884年～1947年）が考案者とされる。パリのハリーズ・ニューヨーク・バーのオーナーバーテンダーであったハリー・マッケルホーンが1927年に発刊した"Barflies and Cocktails"にマイヤーのレシピとして「オリンピック」が紹介されているほか、マイヤーの自著"The Artistry of Mixing Drinks"（1936年）にもマイヤー自身の作であることが記されている。ただし、いずれも「オリンピック」と命名された背景については触れていない。日本語の資料には1924年にパリで開催されたオリンピックを記念して作られたとするものがある。
異説として、1922年ごろにロンドンのCiro's Clubで考案され、名称は1900年代初頭の大型客船でタイタニック号の姉妹船であったオリンピック号に由来すると主張するカクテル史研究家もいる。

## レシピ例

### 作り方
以下の材料をシェークし、カクテルグラスに注ぐ。

### 材料
- ブランデー
- （オレンジ）キュラソー
- オレンジ・ジュース

材料の配分については、マッケルホーンの"Barflies and Cocktails"やサヴォイ・ホテルの"The Savoy Cocktail Book"（1930年）をはじめ、 1：1：1 とする処方が存在する一方、マイヤーの"The Artistry of Mixing Drinks"ではブランデー 1 に対してキュラソーとオレンジ・ジュースをそれぞれ 0.5 としている。マイヤーが示した標準の完成量は60ccである。
オレンジ・ジュースをレモン・ジュースに変えるとサイドカーとなる（オリンピックと同様、サイドカーにも材料配分のバリエーションが存在する（前出の書籍参照））。

### 注
1. ↑  1900年のオリンピックを記念して作られたとする文献もあるが、マイヤーがパリでバーテンダーとなったのは1921年以降であるから、マイヤー考案説とは矛盾が生じる[5]